# 포르톨라노

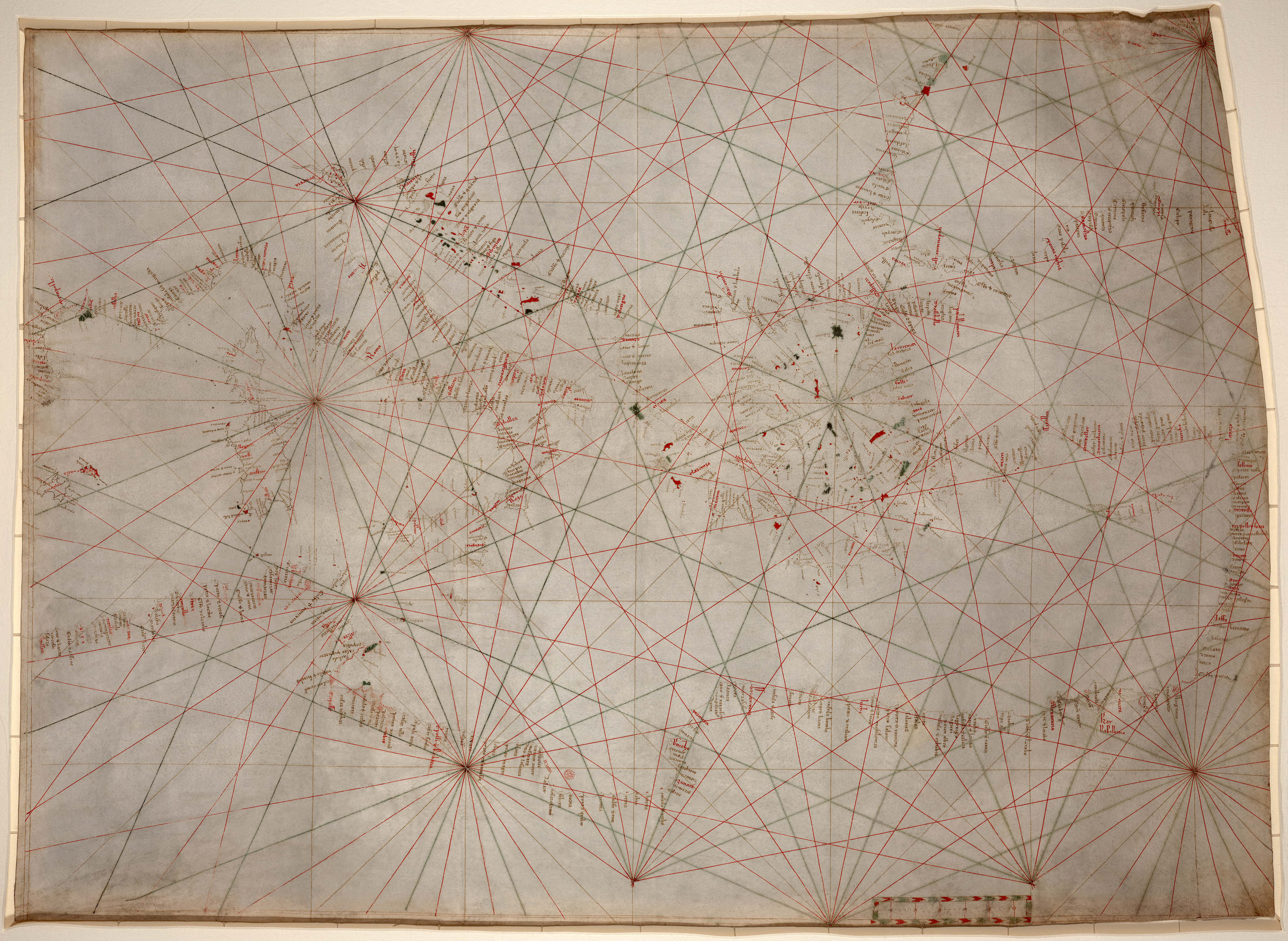
14세기 제2사반기에 만들어진, 현존하는 가장 오래된 포르톨라노 유물. 미국 의회도서관 소장.

포르톨라노(이탈리아어: Portolano)는 중세에 사용된 해도다. 주요 지점들 사이에 나침반의 32방위와 항해사들이 바다에서 관측한 거리에 따른 방사선을 그어 표시한 것이 특징이다. 13세기 이탈리아에서 처음 만들어졌으며, 15-16세기 스페인과 포르투갈에서도 높은 정확성을 보이며 애용되었다. 대항해시대 당시 포르투갈과 스페인은 각자 자국의 포르톨라노를 국가 기밀로 간주하기도 했다.

## 같이 보기
- 안티이아